# Gjergj Xhuvani
Gjergj Xhuvani, né le 20 décembre 1963 à Tirana (Albanie) et mort le 14 août 2019 à Rome (Italie), est un réalisateur albanais, également romancier.

## Biographie
Gjergj Xhuvani manifeste très tôt un intérêt pour la mise en scène et crée une petite troupe de comédiens avec ses camarades. C'est bien entendu dans la section Théâtre de l'Académie des beaux-arts de Tirana qu'il s'inscrit en 1982.
Diplômé en 1986, il commence par travailler comme assistant sur de nombreux tournages, pour le compte de l'Alba Film Studio de Tirana. Il réalise son premier court métrage de fiction, Blanc et Noir en 1991, puis un second, Le Dernier Dimanche en 1993. Ce dernier remporte le prix spécial du Jury au Festival de la Méditerranée à Bastia. L'année suivante, il enchaîne avec un moyen métrage, Un jour dans la vie.
C'est en 1995 qu'il se lance dans son premier long métrage, Le Dernier Amour, qui obtient à son tour le prix spécial du Jury au Festival de Bastia.
Ce sont ensuite un documentaire de 15 minutes, Tirana 96 — précisément en 1996 — et à nouveau un moyen métrage, Business funéraire en 1999, qui est sélectionné au festival de Venise et remporte le grand prix du festival de la Méditerranée à Montpellier, ainsi que le prix spécial du jury à l'Eurofestival en République tchèque.
Mais c'est surtout son deuxième long métrage, Slogans, sélectionné à Cannes pour la Quinzaine des réalisateurs, qui lui permet de se faire connaître auprès d'un large public en 2001. Sa femme Luiza Xhuvani interprète le rôle de Diana, la jolie professeur de français, et lui-même se rend sur la Croisette à cette occasion.
Il renoue avec le succès en 2004 avec Le Bêlement de l’agneau (titre international : Dear Enemy). Il tourne ensuite une comédie dramatique se déroulant dans le milieu cycliste amateur intitulée East, West, East: The Final Sprint et sortie en 2009.
Distant Angel (2017) est un film pour enfants très grave qui évoque la situation difficile des populations pendant la guerre du Kosovo en mars 1999.
Son dernier film, Mon lac (Mon lake), devait sortir en octobre 2019 quand le réalisateur meurt subitement le 14 août 2019.

## Filmographie (en tant que réalisateur)
- 1990 : Noir et Blanc (Bardhë e zi)
- 1992 : Dernier Dimanche (E diela e fundit)
- 1994 : Un jour dans la vie (Një ditë nga një jetë)
- 1995 : Le Dernier Amour (Dashuria e fundit)
- 1996 : Tirana 96 (documentaire)
- 1999 : Business funéraire (Funeral Business)
- 2001 : Slogans (Parrullat)
- 2004 : Le Bêlement de l’agneau (titre international : Dear Enemy (I dashur armik)
- 2009 : East, West, East: The Final Sprint (Lindje Perë, Dim Lindje)
- 2012 : Ne kerkim te kujt (série TV)
- 2017 : Distant Angel (Engjejt jane larg)
- 2019 : Mon lac (My Lake)

## Œuvre littéraire
Deux romans pour enfants :
- The Boat of the Poor
- Up to 12 o'Clock